# Francisco Rufete
Francisco Joaquín Pérez Rufete, kurz Rufete (* 20. November 1976 in Benejúzar, Alicante), ist ein ehemaliger spanischer Fußballspieler, der im rechten Mittelfeld spielte.

## Karriere
Francisco Rufete begann seine fußballerische Karriere beim FC Barcelona. Dort kam er mit 19 Jahren beim 2:2 gegen Deportivo La Coruña am 26. Mai 1996 zu seinem ersten (und für Barça einzigen) Einsatz in der Primera División. In der Saison 1996/97 spielte er in Toledo 38 Spiele in der Segunda División und erzielte 5 Tore.
Nach einer einsatzlosen Interimszeit bei Real Mallorca, wechselte Rufete 1999 nach Málaga. In seiner ersten Saison 1998/99 bei Málaga CF spielte er 20 Spiele in der Segunda División, erzielte dabei fünf Tore und schaffte mit seiner Mannschaft den Aufstieg in die Primera División. Beim FC Málaga zur Fixgröße herangewachsen, spielte er in den nächsten beiden Spielzeiten 65 Spiele, in denen er neun Tore erzielen konnte.
2001 wechselte Rufete nach Valencia und wurde sofort Stammspieler des FC Valencia. In seiner ersten Saison schoss er in 32 Spielen 5 Tore. Dieser folgten bislang drei weitere erfolgreiche Saisonen (80 Spiele/8 Tore bis 2005). Seine größten Erfolge feierte er mit dem Meistertitel 2003/04 und dem Sieg im UEFA-Pokal 2004. Auffallend war sein Hattrick im UEFA Intertoto Cup Halbfinal-Hinspiel 2005 gegen Roda Kerkrade, mit dem er seiner Mannschaft den Weg ins Finale ebnete.
Im Sommer 2006 wechselte Rufete zu Espanyol Barcelona. In seiner ersten Saison erreichte er mit Espanyol das UEFA-Pokal-Finale, das man im Elfmeterschießen gegen den FC Sevilla verlor. Die beiden darauffolgenden Jahre kam Rufete nur zu wenigen Einsätzen, auch aufgrund von Verletzungen. 2009 wechselte er zu Hércules Alicante, wo er bis 2011 aktiv war.

## Nationalteam
In der spanischen Nationalmannschaft konnte sich Rufete nie richtig durchsetzen und kann nur drei Einsätze im Jahr 2000 zu verzeichnen. Sein erstes Länderspiel bestritt er am 29. März beim 2:0-Sieg über Italien, als er in der 60. Minute für Joseba Etxeberria eingewechselt wurde.

## Erfolge
- U-18 Europameister: 1995
- Spanische Meisterschaft: 2002, 2004
- Spanischer Pokal: 1999, 2008
- Europäischer Superpokal: 2004
- UEFA-Pokal: 2004